# Andrea Guardini
Andrea Guardini (Tregnago, Verona, 12 de juny de 1989) és un ciclista italià, professional des del 2011.
Excel·lent esprintador, en la seva primera cursa com a professional, el Tour de Langkawi, aconseguí 5 victòries d'etapa. El 2012 guanyà la seva primera etapa al Giro d'Itàlia, en imposar-se a l'esprint al campió del món en ruta, el britànic Mark Cavendish.

## Palmarès
- 2007
  -  Campió d'Europa júnior en Keirin
  - Vencedor d'una etapa de la Tre Ciclistica Bresciana
- 2008
  - 1r al Trofeu Antonietto Rancilio
- 2009
  -  Medalla de bronze en ruta als Jocs del Mediterrani
- 2010
  - 1r a la Copa Ciutat de Melzo
  - 1r al Trofeu Antonietto Rancilio
  - Vencedor d'una etapa al Baby Giro
- 2011
  - Vencedor de 5 etapes al Tour de Langkawi i de la classificació per punts
  - Vencedor de 2 etapes de la Volta a Turquia
  - Vencedor d'una etapa del Tour de Qatar
  - Vencedor d'una etapa de la Volta a Eslovènia
  - Vencedor d'una etapa de la Volta a Portugal
  - Vencedor d'una etapa del Giro de Padània
- 2012
  - Vencedor de 6 etapes al Tour de Langkawi i de la classificació per punts
  - Vencedor d'una etapa al Giro d'Itàlia
- 2013
  - Vencedor d'una etapa al Tour de Langkawi
- 2014
  - Vencedor de 2 etapes al Tour de Langkawi
  - Vencedor de 2 etapes a la Volta a Dinamarca
  - Vencedor d'una etapa a l'Eneco Tour
- 2015
  - Vencedor d'una etapa al Tour d'Oman
  - Vencedor de 4 etapes al Tour de Langkawi
  - Vencedor d'una etapa al Tour de Picardia
  - Vencedor d'una etapa al World Ports Classic
  - Vencedor d'una etapa l'Abu Dhabi Tour
- 2016
  - Vencedor de 4 etapes al Tour de Langkawi
- 2018
  - Vencedor de 2 etapes al Tour de Langkawi i de la classificació per punts
- 2019
  - Vencedor d'una etapa a l'Istrian Spring Trophy
  - Vencedor d'una etapa a la Volta al llac Qinghai
- 2020
  - Vencedor de 2 etapes a la Volta a Romania
- 2021
  - Vencedor de 2 etapes al Tour de Szeklerland

### Resultats al Giro d'Itàlia
- 2012. Exclòs (20a etapa). Vencedor d'una etapa
- 2018. Abandona (4a etapa)

### Resultats a la Volta a Espanya
- 2014. 159è de la classificació general